# Dümpelfeld
Dümpelfeld é um município da Alemanha localizado no distrito de Ahrweiler, no estado da Renânia-Palatinado. É membro da associação municipal de Verbandsgemeinde Adenau.

## Demografia
Evolução da população (em 31 de dezembro de cada ano):
| - 1815 – 440 - 1835 – 499 - 1871 – 463 - 1905 – 536 - 1939 – 558 - 1950 – 594 | - 1961 – 611 - 1965 – 643 - 1970 – 676 - 1975 – 719 - 1980 – 658 - 1985 – 663 | - 1987 – 632 - 1990 – 665 - 1995 – 719 - 2000 – 713 - 2005 – 693 |

Fonte: Statistisches Landesamt Rheinland-Pfalz